# Maison d'arrêt de Mont-de-Marsan
La maison d'arrêt de Mont-de-Marsan est l'ancien l'établissement pénitentiaire de la préfecture du département français des Landes. 

## Présentation
La maison d'arrêt est située au n°4 rue Armand-Dulamon, dans le centre-ville de Mont-de-Marsan. Œuvre de l'ingénieur en chef des ponts-et-chaussées David-François Panay et de Claude Antoine Gagelin, sa construction s'achève en 1809. Elle ferme définitivement le 7 décembre 2008 au moment de l'ouverture du centre pénitentiaire de Mont-de-Marsan. Seule subsiste sa façade. Depuis 2019, le site accueille la résidence « Cœur de Ville ».

### Historique
Du Moyen Age à la Révolution française
Au moment de la fondation de Mont-de-Marsan entre 1133 et 1141, prison et palais de justice sont installés dans le château vicomtal de Pierre de Marsan, où siègeront durant toute la période de l'Ancien Régime les tribunaux de la cour sénéchale et du présidial.
En 1790, la ville Mont-de-Marsan est élevée au rang de chef-lieu du département des Landes. Elle se dote au début du XIXe siècle de bâtiments administratifs à la hauteur de son nouveau statut, notamment de l'hôtel de préfecture des Landes, décidé par décret du 12 juillet 1808 pris par Napoléon Ier.
XIXe siècle
Pour répondre à des besoins fonctionnels et sans doute aussi symboliques, la prison, la gendarmerie de Mont-de-Marsan et le palais de justice de Mont-de-Marsan sont bâtis les uns en face des autres, comme figuré sur la cadastre napoléonien de 1811. La prison est construite sur la partie ouest de l'ancien couvent des Ursulines, devenu bien national à la Révolution française, dans le prolongement de la caserne de gendarmerie de l'époque. Sa façade s'inspire de cachots de Piranèse et des ergastules de l'Antiquité, donnant à l'édifice un air d'austérité correspondant à la politique répressive du Premier Empire.
Dans un rapport au Conseil général des Landes, le préfet Jean-Marie Valentin-Duplantier fait l'éloge de cette nouvelle prison, qui présente selon lui tous les éléments nécessaires à son bon fonctionnement : une sûreté parfaite, une infirmerie évitant les inconvénients des transferts à l'hôpital de la ville, un chemin de ronde facilitant la surveillance. Il souligne en outre le caractère de sévérité de la façade et son entrée suffisamment monumentale pour inspirer crainte et respect. Cette allure, jugée sévère, suscite toutefois dans un premier temps des protestations des riverains. L'austérité du monument s'accorde en effet mal au caractère bourgeois de l'artère, bordée de luxueuses demeures, telles que l'hôtel Brettes ou la maison Dupeyré. 
XXe siècle
À deux reprises, en 1923 et 1931, des exécutions capitales ont lieu à l'entrée même de la maison d'arrêt, lieu d'incarcération des condamnés à mort montois : Bernard-Louis Bordes dit Petit-Louis ou l'assassin de Bélis, est ainsi exécuté le 12 juillet 1923 devant la prison. L'exécution publique nécessite le maintien de l'ordre par un service composé de policiers, de gendarmes et d'une compagnie du 14e régiment de tirailleurs sénégalais. Le dernier exécuté en public des Landes est l'assassin Étienne Bordus le samedi 24 janvier 1931 au milieu de la rue Armand-Dulamon. 

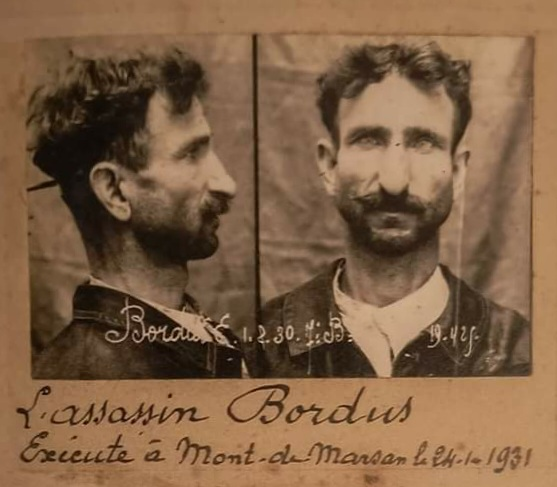
Photo d'identité judiciaire d'Étienne Bordus.

Pendant la Seconde Guerre mondiale, la ville est occupée à partir du 27 juin 1940. Une partie de la maison d'arrêt est alors réquisitionnée par les Allemands et sert de lieu de détention pour les Juifs arrêtés dans la région de Mont-de-Marsan, de Roquefort à Amou, essentiellement pour tentative de franchissement de la ligne de démarcation. Les enfants de moins de 16 ans sont séparés de leurs parents et internés à l'hôpital Lesbazeilles. Entre la fin de l'année 1940 et la fin 1942, environ 230 Juifs sont ainsi internés à Mont-de-Marsan, dans la « section allemande » de la maison d'arrêt, la « section française » continuant quant à elle d'accueillir les détenus de droit commun condamnés par la justice française. De là, les Juifs sont transférés jusqu'en juillet 1942 vers les prisons de Bayonne ou de Dax, puis vers le camp de Mérignac à partir du 29 juillet 1942. Après l'abolition de la ligne de démarcation et l'occupation de la zone libre, le nombre de détenus diminue et ils n'y sont souvent que de passage avant leur transfert vers Bordeaux. C'est notamment le cas des personnes arrêtées à Mont-de-Marsan lors de la rafle du 11 janvier 1944. D'abord conduites à la feldgendarmerie, elles sont brièvement incarcérées à la maison d'arrêt de Mont-de-Marsan avant d'être envoyées à Bordeaux et au camp de Drancy le 12 janvier. De là a lieu leur déportation à Auschwitz le 3 février 1944 par le convoi no 67. Le 13 juin 1944, trente et un otages arrêtés par les Allemands à Grenade-sur-l'Adour en représailles à un acte de résistance commis le matin même sont enfermés à la maison d'arrêt de Mont-de-Marsan, où ils subissent des interrogatoires impitoyables. Aucun ne parlera. L'un d'entre eux est libéré le lendemain de son arrestation, sept autres sont libérés le 16 juin 1944. Les 23 otages restants sont transférés le 21 juin 1944 au fort du Hâ, à Bordeaux. Dix-hui d'entre eux seront déportés par la suite au camp de concentration de Dachau, onze y perdront la vie.
Dès la libération de Mont-de-Marsan le 21 août 1944, les personnes suspectées de collaboration, que ce soit avec les Allemands ou avec les autorités de Vichy, sont arrêtées par des groupes de résistants et internées, d'abord à la maison d'arrêt de Mont-de-Marsan, puis au lycée Victor-Duruy et enfin dans un camp aménagé le long de la route de Bayonne (actuelle cité Benoît).
Après-guerre, René Discazeaux est le dernier supplicié du département à être décapité dans la cour intérieure de la prison le 17 juin 1947.
XXIe siècle
L'ancienne maison d'arrêt fonctionne pendant près de deux cents ans. Devenue obsolète, elle est désaffectée en 2008 après l'ouverture du plus moderne centre pénitentiaire de Mont-de-Marsan. Le site est réhabilité en résidence en 2019, seule la façade d'origine classée est conservée.

### Eléments protégés
La partie gauche de la façade est inscrite aux monuments historiques par arrêté du 22 décembre 1987, la partie droite de la façade d'entrée et la toiture attenante sont classées aux monuments historiques par arrêté du 10 avril 1990.  Le porche de la partie droite de la façade avec son escalier d'accès sur la rue et sa porte avec sa menuiserie est inscrite aux monuments historiques par arrêté du 28 décembre 2010. C'est le seul monument classé de Mont-de-Marsan.

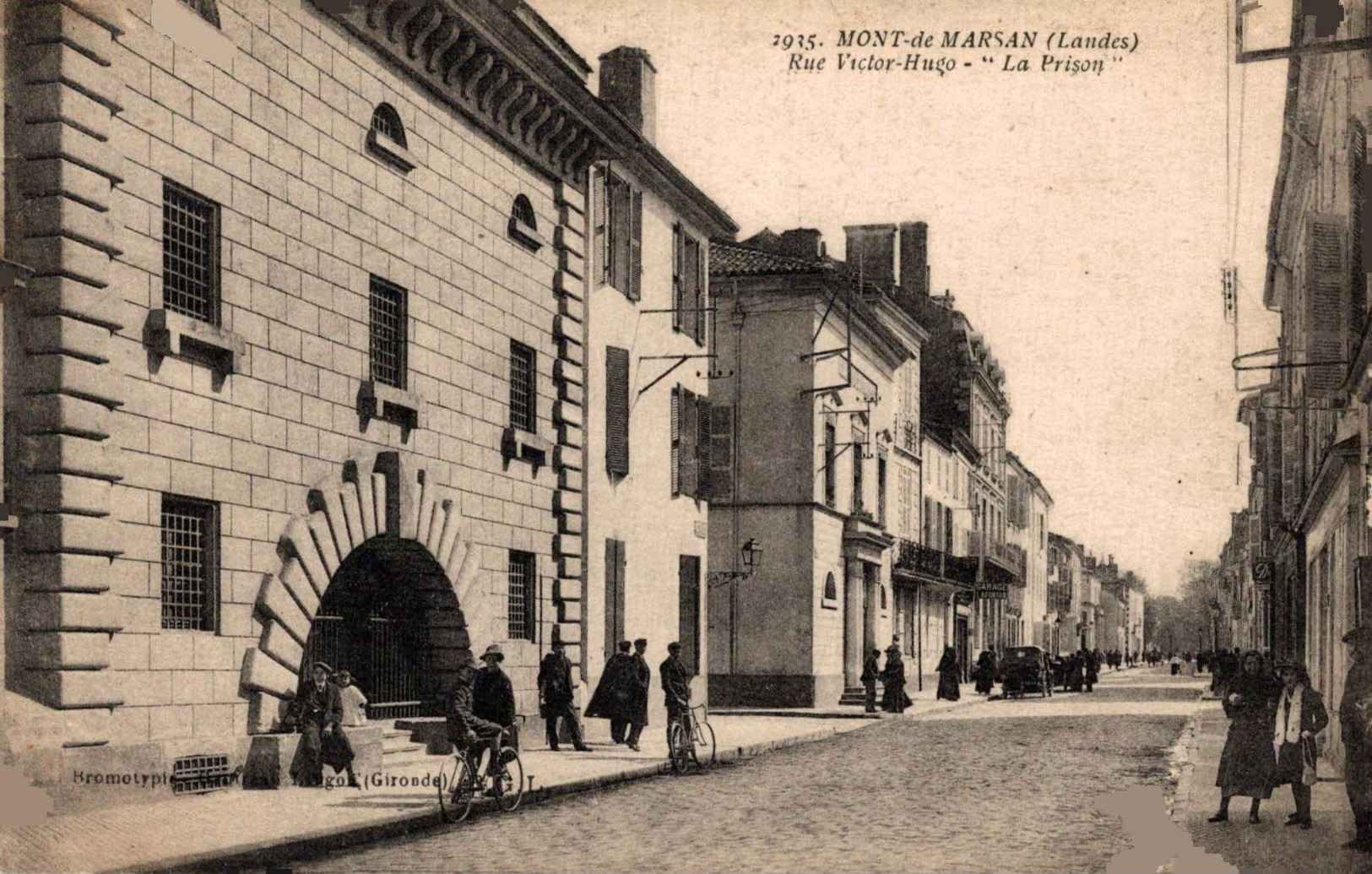
Photo ancienne de la prison et du palais de justice.
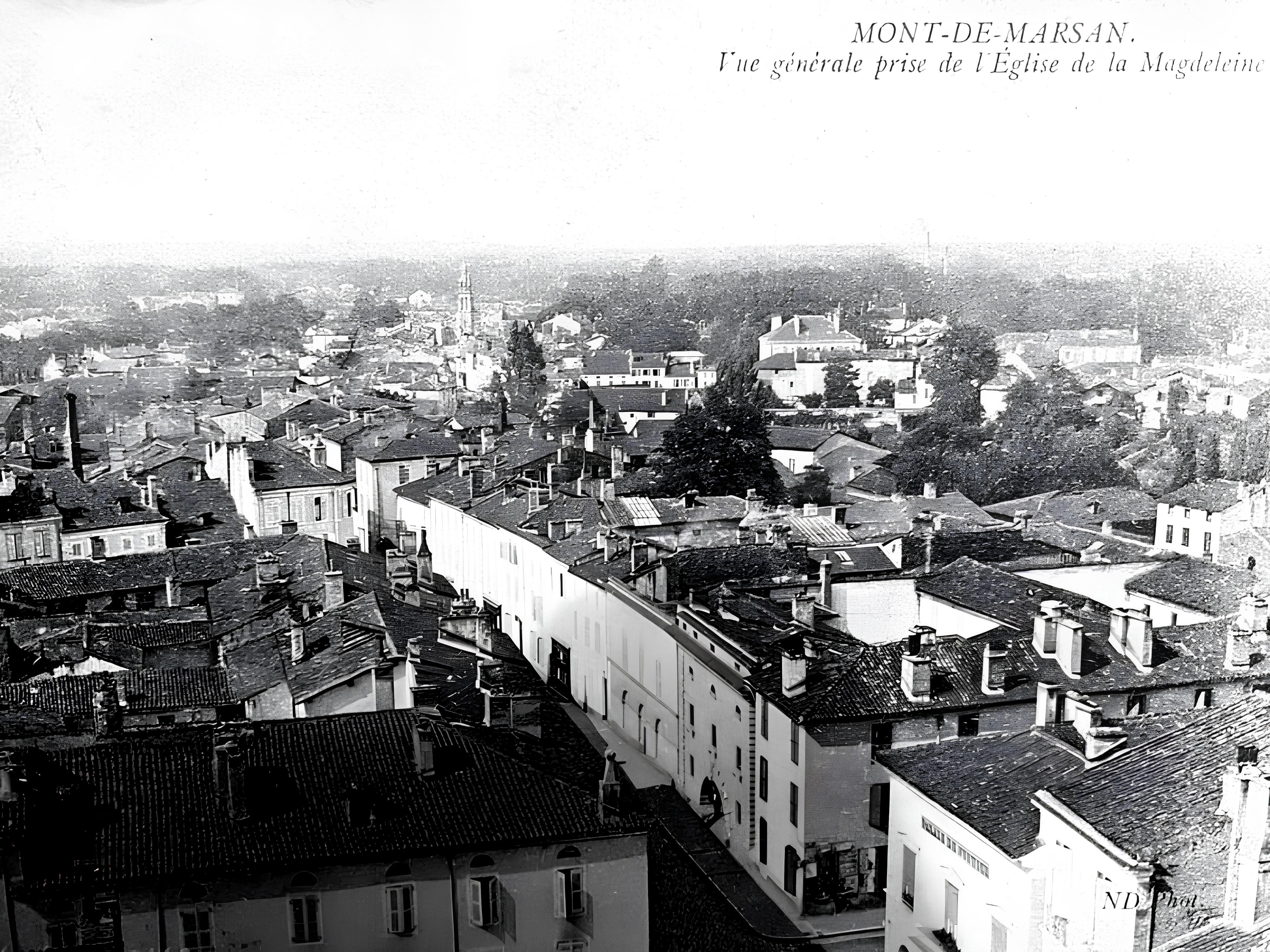
Vue en hauteur sur la prison